# 伊扎克·施特恩
伊扎克·施特恩（Itzhak Stern，1901年1月25日—1969年1月30日），猶太會計師，廣為人知的身份是奧斯卡·辛德勒的會計師。自克拉科夫的德國琺瑯器工廠（Deutsche Emaillewaren-Fabrik，或簡稱DEF）營運初期已協助辛德勒，並一直工作直至捷克布林利茨的工場重獲自由後。赫赫有名的「辛德勒的名單」就是由他用打字機逐個名字輸入。這份名單拯救了近1200名於大屠殺期間的猶太人。

## 相遇
在首次相遇時，施特恩就提議正在籌措公司的辛德勒聘用猶太奴隸作為其公司的員工。辛德勒考慮到猶太奴隸的薪金較波蘭工人便宜，故接納了其意見。與辛德勒一樣，施特恩也是一名機會主義者，當辛德勒以利益最大化作為其主要目標時，施特恩卻以拯救最多的猶太人人為目標。當辛德勒對施特恩表示信任後，施特恩便利用其工作上的便利，不斷增加猶太工人的數目。他將許多被視為「毫不重要」及會被殺害的猶太人加入辛德勒的工廠，並為大量如教師及知識分子等偽造文件，透過証明他們是富有經驗的工程師及工廠工人後將他們納入辛德勒的工廠中。普遍認同施特恩是誘發辛德勒積極拯救猶太人的重要人物。雖然施特恩與辛德勒起初僅是商業合作關係，但無可置疑地，他們在歷經劫難後已成為了好友。

## 電影
在電影《辛德勒的名單》中，伊扎克·施特恩由班·金斯利（Ben Kingsley）飾演。劇中的角色與真人一樣，多次勸誘辛德勒拯救猶太人，包括用打字機輸入辛德勒的名單一幕。並在辛德勒逃亡一幕時，稱讚其已拯救了無數猶太人的性命。施特恩的遺孀亦在電影中出現，在最後一幕中探望辛德勒的墳墓，並由班·金斯利陪同。其兄弟也是辛德勒猶太人（Schindlerjuden）之一。